# 松平家広 (形原松平家)
松平 家広（まつだいら いえひろ）は、戦国時代の武将。三河国形原城主。15世紀末より現在の蒲郡市形原に移った形原松平家4代当主。

## 略歴
3代当主・松平親忠の子として誕生。幼名は佐太郎、又七郎。
父・親忠は松平清康に従っていたが、清康が殺害された森山崩れ（天文4年（1535年））後の織田信秀の安祥城攻め（天文9年（1540年））や小豆坂の戦い（天文11年（1542年））の際の動向は明らかでない。
通説では、妻の実家である水野氏が、今川氏から離反し織田氏に接近すると、主君の松平広忠と同様に妻を離縁したとされてきた。だが、於丈の方との子である家忠の誕生が、広忠の離縁よりも後の出来事であることから、水野氏との関係を維持して同氏や松平信孝と結んで広忠に叛旗を翻していた可能性がある。また、天文16年（1547年）には今川義元が形原を奥平貞友に与えており、織田方に属して広忠と対立していた家広が今川氏に形原を追われた可能性を示唆している。もっとも、弘治年間には家広は形原に復帰して今川氏に従っている。
桶狭間の戦い後、松平氏の当主である松平元康（後の徳川家康）が今川氏真から離反するとこれに従うが、深溝松平家の松平伊忠・康定との所領争いで不利な裁定が下されたことに不満を持った家広は永禄4年（1561年）に今川氏に降伏して離反してしまう。もっとも、今度は同じ今川陣営に属した幡豆小笠原氏の小笠原広重らとの所領争いから同年のうちに再び元康に帰参している。

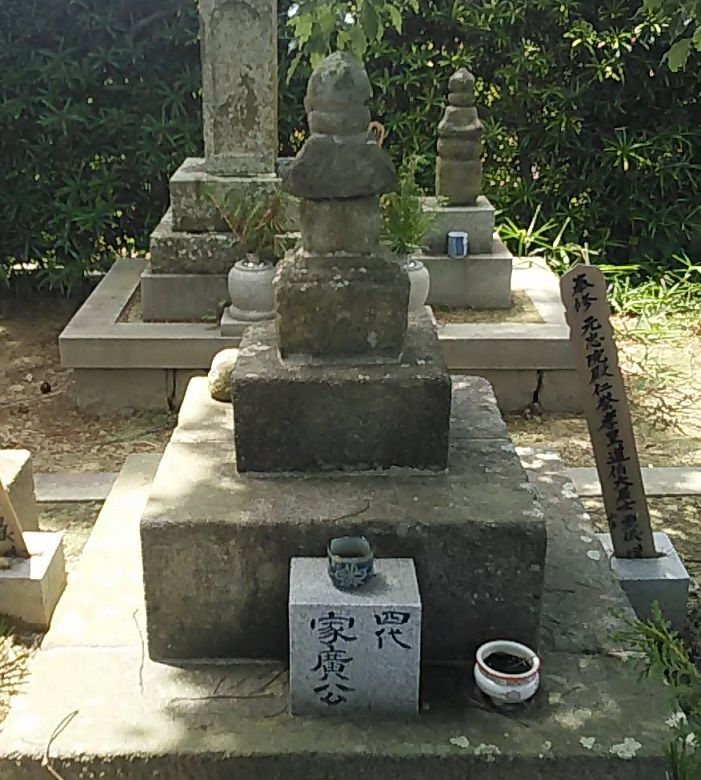
松平家広の墓(蒲郡市光忠寺)

墓所は愛知県蒲郡市西浦町北馬場の光忠寺。法名は元忠院殿仁誉孝呈道伯。

## 系譜
- 父：松平親忠
- 母：不詳
- 正室：於丈の方 - 水野忠政娘、於大の方の姉
  - 男子：松平家忠

- 生母不明の子女
  - 男子：松平家房
  - 女子：鳥居元忠正室